# Bacillus atrophaeus
Bacillus atrophaeus von lateinisch ater („schwarz“) und altgriechisch φαιός phaios (latinisiert phaeus, „dunkel, schwärzlich, grau, [dunkel-]braun“) ist ein dunkel pigmentiertes Bakterium, das sehr eng mit Bacillus subtilis verwandt ist und im Erdboden vorkommt. Die vegetativen Zellen sind stäbchenförmig und kommen einzeln oder in kurzen Ketten vor. Das Bakterium ist beweglich, gram-positiv und bildet ellipsoide Sporen aus, die zentral bis parazentral liegen und die Zelle nicht anschwellen lassen. Auf Kulturmedium bildeten sich undurchsichtige, glatte, kreisförmige Kolonien, die nach 2 bis 6 Tagen dunkelbraune Pigmente bilden, wenn organische Stickstoffquellen vorliegen. B. atropheus kann Nitrat in Nitrit reduzieren sowie Stärke und Casein hydrolysieren. Die Zellen wachsen aerob optimal bei 28–30 °C, maximal bis 50–55 °C und minimal von 5–10 °C bei pH 5,6 bis 5,7. Frühere Bezeichnungen sind Bacillus globigii (abgekürzt BG im Militärjargon) sowie B. subtilis var. niger und Bacillus niger. Einsatz fand er als Simulanz in Szenarien für biologische Kriegführung und Bioterrorismus etwa zum Überprüfen von Dekontaminationsprozeduren. Es dient dabei als Surrogat für Bacillus anthracis. Die US Raumfahrtbehörden nutzten B. atrophaeus als Testkeim für Desinfektionsprozeduren ihrer Lander. Gemäß Europäischem Arzneibuch ist er als Prüfkeim für Sterilisationsverfahren mit trockener Hitze bei 160 bis 180 °C und für die Sterilisation mit Ethylenoxid geeignet.